# ジャック・ハンラッティ
ジャック・ハンラッティ（Jack Hanratty - ）は、ニュージーランドのラグビー指導者。現在7人制女子カナダ代表のヘッドコーチを務めている。アイルランド出身。

## 略歴
2022年、7人制女子カナダ代表のヘッドコーチに就任。
その後2024年、2024パリ五輪の7人制女子カナダ代表ヘッドコーチとして銀メダルに貢献。